# Нови економски механизми у Мађарској
Нови економски механизми у Мађарској (мађ. Új gazdasági mechanizmus) је била велика економска реформа покренута у Народној Републици Мађарској 1968. године. Између 1972. и 1978. гидине била је ометена преовлађујућим ветровима политике источног блока. Током наредне деценије, све док револуције 1989. нису окончале ову еру, принципи НЕМ-а су наставили да утичу на мађарску економију, чак и у случајевима када назив „НЕМ“ није био наглашен. Због НЕМ-а, Мађарска је 1980-их имала већи однос тржишних механизама и централног планирања од било које друге економије источног блока. Однос је био другачији до те мере коју је било политички изазовно донети у совјетској сфери због идеолошке мешавине која је била потребна. Назив „гулаш комунизам” је у шали (али речито) примењен на ову мешавину. На мађарску економију под утицајем принципа НЕМ-а се нашироко гледало као на бољу од других економија источног блока, чинећи Мађарску „најсрећнијом бараком“ у касарном комунизма. Многи совјетски и источноевропски људи су уживали у одласку у Мађарску (на пример, на радним задацима или на одморима) због тамошњег економског и културног окружења.
Тензије и хармоније између тржишних механизама и централног планирања, без искључиве контроле, представљају вишегодишњи изазов у свим друштвима која ублажавају капитализам са социјализмом или обрнуто. На неки начин мађарска економска реформа каналише поређења са кинеском економском реформом, у смислу да су обе биле квалитативни изазови стаљинистичком типу система и стога да такве реформе нису биле политички изводљиве у већини источног блока.

## Реформа
Период 1956–1968 био је период реформи у источној Европи. Почетак ових трансформација обележила је Мађарска револуција 1956. године, која је резултирала постављањем Јаноша Кадара на место комунистичког лидера Народне Републике Мађарске и стварањем Мађарске социјалистичке радничке партије (ХСВП). Првих десет година његове владавине, Кадаров циљ је био да створи уједињену Мађарску, објављујући децембра 1961. да су „с нама они који нису против нас“.
Кадар је своју пажњу усмерио и на економски напредак. Дана 7. маја 1966, Централни комитет ХСВП је објавио Кадарове планове за реформу привреде, познату као Нови економски механизам (НЕМ). Реформа се сматра „најрадикалнијом послератном променом“ било које земље Комекона. План, који је постао званичан 1. јануара 1968, био је велики помак ка децентрализацији у покушају да се превазиђу неефикасности централног планирања. НЕМ је представљао одмак од совјетског економског система обавезних планских индикатора у корист политике која наводи профит као главни циљ предузећа. Нова економска политика је била "свеобухватна реформа економског система", стварајући тржишне односе међу фирмама, користећи цене као алокативне функције и фирме које реагују на цене да би максимизирале профит, и користећи профит за буџетирање нових инвестиција.

## Предузећа
Документ Централног комитета од 7. маја 1966. описује промене у улози фирме према новој економској политици. Реформа је дала произвођачима слободу да одлучују шта и колико ће производити и понудити на продају и да успостављају комерцијалне или кооперативне односе. Купцима је такође дата слобода избора између домаће и увозне робе. Поред тога, фирмама је дата већа аутономија у спровођењу инвестиција и запошљавању радне снаге. Како је диктирао Централни комитет, успех се мери профитабилношћу фирме. Децентрализована структура Новог економског механизма означила је побољшање у процесу доношења одлука, омогућавајући да се основне одлуке доносе на локалном нивоу без потребе да се информације преносе навише за централизованије одлуке. Мађарска влада је донела 50,5% (предузећа 49,5%) одлука о инвестирању за 68 милијарди форинти уложених 1968. године, док су 1974. године предузећа имала 53,1% одлука за уложених 128 милијарди форинти.

## Цене
Нови економски механизам је такође имао за циљ да створи активнију улогу за цене. Примењен је систем слободних цена који одражавају тржишне услове. Влада је желела флексибилност, али и борбу против инфлације. Да би то урадили, увели су нову праксу контроле цена проглашавајући цену артикла фиксном, ограниченом или бесплатном.
- Фиксне цене су класификоване као материјална и основна полупроизвода. Цена је фиксна због утицаја робе на привреду и укупне потребе да се обезбеди стабилност. Цену су одредила министарства.
- Ограничене цене односиле су се на одређене производе или производе у некој групи производа за које није било замене, као што је хлеб. Примењена је на просечну цену током периода или периода у коме су цене могле слободно да варирају.
- Слободне цене' су додељене роби која је чинила мале делове појединачних трошкова или се сматрала луксузом.[4]

Реформа цена је омогућила да цене боље одражавају трошкове производње и тржишну процену, и да ближе одговарају „некој мери друштвено неопходних инпута“, помажући у постизању тржишне равнотеже.

## Спољна трговина
Циљ Новог економског механизма састојао се у побољшању мађарске економије како би Мађарска постала озбиљан допринос међународној економији. Године 1966. Совјетски Савез је чинио 32% мађарског извоза и 29% њеног увоза. Од мађарског извоза у западне развијене земље, 42,7% је била храна и живе животиње, 43,5% индустријска роба. У међувремену, трговина са социјалистичким земљама се углавном састојала од индустријских производа (81,3%). Насупрот томе, мађарски увоз са Запада је првенствено био индустријски производ (70,6%). Због претходно постојећег система квота који је стављао нагласак на квантитет, а не на квалитет, мађарска роба је била инфериорна и није испуњавала западне технолошке стандарде.
Децентрализација је предузећима пружила прилику да се боље ускладе са светским тржиштем дајући им више слободе у одлучивању у које производе и технологије да инвестирају и производе. Поред тога, фирме су плаћане за извоз у мађарској валути која је еквивалентна страној валути коју су зарадили, јер је влада имала за циљ да укључи предузећа на инострана тржишта и побољша квалитет произведене робе. Новим планом успостављене су директне везе између иностраног и домаћег тржишта на основу одговарајућег курса. Примарна брига Новог економског механизма била је у побољшању спољне трговине и успостављању везе између успеха у извозу и профитабилности предузећа.